# D+H
D+H est un fournisseur mondial de technologies dans le domaine des paiements et des prêts. Elle sert près de 8 000 institutions financières, prêteurs spécialisés, banques locales, coopératives de crédit, gouvernements et sociétés, y compris les plus grandes banques du Canada. D+H, dont le siège social est situé à Toronto, emploie plus de 5 500 personnes dans 15 pays, et ses revenus annuels sont supérieurs à 1,5 milliard de dollars. Depuis l’acquisition d’Harland Financial Solutions en 2013, D+H exerce plus du tiers de ses activités aux États-Unis.
D+H se situe au 21e rang dans le classement des 100 meilleures entreprises de FinTech selon IDC Financial Insights et au 25e rang selon American Banker.
Le titre (qui était coté avec le code DH) est retiré de la bourse de Toronto en 2017 à la suite du rachat par Vista Equity Partners.

## Historique
En 1875, D+H a été fondée sous le nom Davis & Henderson, une entreprise canadienne spécialisée dans la production de reliure et l'imprimerie. Vers la fin des années 1890, les institutions financières canadiennes ont commencé à former une part importante de la clientèle de D+H.
Dans les années 1960, D+H a commencé à produire des chèques en utilisant le système de caractères magnétiques codés à sept bâtonnets (CMC7) et à imprimer des chèques personnalisés. Dans les années 1970 et 1980, l’entreprise a continué à axer ses activités sur la production de chèques.
Depuis une suite d’acquisitions commencée en 2005, D+H a changé d’orientation stratégique pour devenir un fournisseur mondial de services technologiques pour les institutions financières. Toutefois, un tiers des revenus de D+H provient toujours de l’impression et de la distribution de chèques. En 2016, D+H a intégré à sa plate-forme de paiements la technologie de registre à architecture distribuée de type chaîne de blocs,.
D+H a fait son entrée à la Bourse de Toronto en janvier 2011. Elle a acquis Mortgagebot et ASSET Inc. en 2011, Avista Solutions en 2012, Harland Financial Solutions et Compushare en 2013, ainsi que Fundtech en 2015.
En mars 2017, le fonds d'investissement Vista Equity Partners rachète DH Corp, dans le cadre d'une transaction estimée à 4,8 milliards de dollars canadiens (3,34 milliards d'euros).